# 758
758（七百五十八、ななひゃくごじゅうはち）は自然数、また整数において、757の次で759の前の数である。

## 性質
- 758は合成数である。(オンライン整数列大辞典の数列 A002808)[1]
- 素因数分解 758=2×379
  - 約数は 1, 2, 379, 758 である。 約数の和は1140。
    - 229番目の半素数である。1つ前は755、次は763。
    - 19番目の素数+1の形に表せる半素数である。1つ前は734、次は878。(オンライン整数列大辞典の数列 A077068)
    - 7で始まる無平方数となる42番目の数である。1つ前は757、次は759。(オンライン整数列大辞典の数列 A077683)
- 758 = 12 + 92 + 262 = 22 + 52 + 272 = 22 + 152 + 232 = 62 + 192 + 192 = 72 + 152 + 222 = 112 + 142 + 212
  - 3つの平方数の和としてちょうど6通りで表せる54番目の数である。1つ前は755、次は766。(オンライン整数列大辞典の数列 A025326)
  - 異なる3つの平方数の和として5通り以上に表せる33番目の数である。1つ前は731、次は781。(オンライン整数列大辞典の数列 A025351)
- 758 = 13 + 13 + 33 + 93 = 23 + 43 + 73 + 73
  - 4つの正の立方数の和としてちょうど2通りに表せる11番目の数である。1つ前は702、次は763。(オンライン整数列大辞典の数列 A025404 )
  - 4つの正の立方数の和として2通り以上に表せる11番目の数である。1つ前は702、次は763。(オンライン整数列大辞典の数列 A025406)
  - 4つの正の立方数の和で表せる208番目の数である。1つ前は756、次は763。(オンライン整数列大辞典の数列 A003327)[2]
- 各位の和が20になる17番目の数である。1つ前は749、次は767。
- 約数の和が758になる数は1個ある。(757) 約数の和1個で表せる137番目の数である。1つ前は752、次は760。

## その他 758 に関連すること
- アッシュビル (USS Asheville, SSN-758) は、アメリカ海軍のロサンゼルス級原子力潜水艦。
- ボータン・ボープレ (Beautemps-Beaupré, A 758) は、フランス海軍の海洋観測艦。
- 名古屋の語呂合わせ
  - 名古屋市 は、1995年（平成7年）5月8日を名古屋市の日と定めた。
  - 名古屋市営バスの都心循環バス（都心ループ）の系統番号は、C-758系統である。
  - ファミリーコンピュータ用ゲームソフトであるアトランチスの謎では、ゲームを進める上で便利な裏技となるキーワードである。詳しくはアトランチスの謎を参照。尚、このキーワードは、ゲームの発売元であるサン電子が愛知県に本社を構えている事に由来する。
  - 名古屋三角形は、3辺の長さが7,5,8 となる三角形のこと。